# Leucophora grisea
Leucophora grisea är en tvåvingeart som beskrevs av Robineau-desvoidy 1830. Leucophora grisea ingår i släktet Leucophora och familjen blomsterflugor.
Artens utbredningsområde är Frankrike. Inga underarter finns listade i Catalogue of Life.